# Bernt Evens
Pour les articles homonymes, voir Evens.
Bernt Evens, né le 9 novembre 1978 à Neerpelt, est un joueur de football belge retraité depuis juin 2013. Il évoluait comme défenseur latéral gauche.

## Carrière
Bernt Evens est formé au KFC Lommel SK puis au PSV Eindhoven et au KRC Genk. Finalement, après deux saisons en prêt au Maasland Maasmechelen, il est transféré au Royal Anvers FC et devient alors une valeur sûre de la division 1. Alors qu'il a été formé au poste de défenseur central, c'est au poste d'arrière gauche qu'il effectue finalement l'essentiel de sa carrière. En 2000, après 5 ans au Royal Anvers FC alors redescendu en division 2, il rejoint les rangs de KVC Westerlo. Evens est alors décrit par son entraîneur de l'époque comme un joueur grand, puissant, fiable et avec une mentalité de vainqueur. Le 16 janvier 2008, alors qu'il lui reste 6 mois de contrat au KVC Westerlo, il réalise son rêve d'enfant et signe pour 3 ans au FC Bruges. Il finira malgré tout son contrat, et ne rejoint le club qu'à la fin de la saison. En juin 2009 il décide de rejoindre le voisin du club, le cercle, où il a signé pour trois ans. Quatre ans plus tard, il met un terme à sa carrière de joueur et intègre l'encadrement technique du Cercle.

## Statistiques
| Saison  | Club                  | Pays     | Championnat | Match | Buts |
| ------- | --------------------- | -------- | ----------- | ----- | ---- |
| 1998/99 | Maasland Maasmechelen | Belgique | Division 2  | 32    | 0    |
| 1999/00 | Maasland Maasmechelen | Belgique | Division 2  | 28    | 2    |
| 2000/01 | Royal Anvers FC       | Belgique | Division 1  | 33    | 0    |
| 2001/02 | Royal Anvers FC       | Belgique | Division 1  | 33    | 1    |
| 2002/03 | Royal Anvers FC       | Belgique | Division 1  | 27    | 2    |
| 2003/04 | Royal Anvers FC       | Belgique | Division 1  | 32    | 1    |
| 2004/05 | Royal Anvers FC       | Belgique | Division 2  | 29    | 1    |
| 2005/06 | KVC Westerlo          | Belgique | Division 1  | 28    | 2    |
| 2006/07 | KVC Westerlo          | Belgique | Division 1  | 32    | 0    |
| 2007/08 | KVC Westerlo          | Belgique | Division 1  | 25    | 2    |
| 2008/09 | FC Bruges             | Belgique | Division 1  | 18    | 0    |
| 2009/10 | Cercle Bruges         | Belgique | Division 1  | 0     | 0    |
| 2010/11 | Cercle Bruges         | Belgique | Division 1  | 0     | 0    |

## Palmarès
- Finaliste de la Coupe de Belgique en 2013 avec le Cercle Bruges